# Ch'ol (volk)
De Ch'ol zijn een Mayavolk woonachtig in de staten Campeche, Chiapas en Tabasco in het zuiden van Mexico. Er leven 220.978 Ch'ol in Mexico. De Ch'ol noemen zichzelf Winik, wat gewoon 'mensen' betekent.
De Ch'ol zijn naar alle waarschijnlijkheid de meest directe afstammelingen van de klassieke Mayacultuur, de bouwers van onder andere Palenque en Calakmul. Pas in de 17e eeuw werden de Ch'ol door de Spanjaarden onderworpen, en hebben lange tijd sterker aan hun tradities vast kunnen houden dan de omringende volkeren. De laatste decennia zijn de Ch'ol echter sterk verwesterd, mede als gevolg van bekeringsarbeid van Amerikaanse zendelingen.
Het leefgebied van de Ch'ol is het tropisch regenwoud van het Usumacintabassin en het zuidwesten van Yucatán. De Ch'ol verbouwen voornamelijk maïs, en maken bij de landbouw nog op grote schaal gebruik van het milpasysteem, waarvan zij in een ver verleden mogelijk de uitvinders zijn geweest.